# Aamaruutissat
Aamaruutissat [ˈaːmɑˌʁutˢisːat] (nach alter Rechtschreibung Aumarûtigssat; dänisch Skansen) ist eine wüst gefallene grönländische Siedlung im Distrikt Qeqertarsuaq in der Kommune Qeqertalik.

## Lage
Aamaruutissat liegt an der Südküste der Diskoinsel 48 km nordöstlich von Qeqertarsuaq und 57 km nordwestlich von Ilulissat.

## Geschichte
Bei Aamaruutissat wurde schon vor der Kolonialzeit von holländischen Walfängern Kohle abgebaut. Später wurde unter anderem hier der dänische Kohlebergbau Ritenbenks Kulbrud betrieben, der der Kohleversorgung der Diskobuchtregion diente. Im Juli 1776 wurde das Gebiet von Svend Sandgreen besucht. Zu dieser Zeit befand sich dort kein fester Wohnplatz, aber das Gebiet wurde immer wieder als Sommerplatz benutzt. Im Juli 1791 geriet Inspektor Børge Johan Schultz in einen Sturm und konnte nur gerettet werden, weil 50 Grönländer hier ihren Zeltplatz aufgeschlagen hatten. Im selben Jahr begannen Leute von Qeqertarsuaq aus mit dem Kohleabbau. 1795 wurde ein Haus errichtet, das zur Anlage Godhavn gehörte. Während des Kriegs von 1807 bis 1814 wurde der Kohleabbau aufgegeben. Das Haus wurde im Winter 1811 bei einem Sturm zerstört. Nach dem Krieg wurde das Gebiet nur noch vereinzelt für den Kohleabbau genutzt. 1820 wurde ein Haus errichtet, damit Reisende eine Unterkunft auf ihrem Weg hatten. 1824 zerstörten Grönländer es, um an das Holz zu gelangen. Als am 11. Oktober 1833 ein Schiff während des Kohleabbaus versank, wurde dieser wieder eingestellt. 1837 wurde damit wieder begonnen und 1839 errichtete man ein Holzhaus mit Torfmauerfassade. 1843 stellte man den Kohleabbau erneut ein und begann einen Garnfangversuch. 1849 wurde auch dieser aufgegeben.
1851 wurde Aamaruutissat als Udsted gegründet und war seitdem durchgehend bewohnt. Man ließ den Handwerker Hans Geisler sich hier ansiedeln und Kohle abbauen. Seine zahlreichen Nachkommen bildeten die Bevölkerung von Aamaruutissat.
1918 hatte Aamaruutissat 44 Einwohner. Darunter waren acht Jäger, zwei Fischer, der Udstedsverwalter, ein Katechet und eine Hebamme. Es gab neun grönländische Wohnhäuser und eine Wohnung für den Udstedsverwalter, die eigentlich auch ein Grönländerhaus war. Der Laden von 1852 war ein Fachwerkbau mit Bretterverkleidung und Dachpappe und mit dem Speckhaus zusammengebaut, das ein Torfmauerhaus war. Das Proviantlager stammte aus dem Jahr 1887. Die Schulkapelle wurde 1915 aus Materialien der alten Kirche in Qeqertarsuaq gebaut.
1928 wurde eine richtige Udstedsverwalterwohnung in Aamaruutissat gebaut. 1929 wurde eine neue Schulkapelle errichtet, 1933 ein Packhaus und 1943 ein neues Speckhaus. Zwischen 1930 und 1960 hatte der Ort 64 bis 98 Einwohner. 1960 verlor Aamaruutissat den Udstedsstatus und war nur noch ein Wohnplatz. 1965 wurde der Ort schließlich aufgegeben.
Ab 1911 war Aamaruutissat eine eigene Gemeinde ohne zugehörigen Wohnplatz im Kolonialdistrikt Godhavn. Die Gemeinde gehörte zum 7. Landesratswahlkreis Nordgrönlands. Ab 1950 war der Ort Teil der neuen Gemeinde Qeqertarsuaq.

## Söhne und Töchter
- Jeremias Geisler (1884–1936), Landesrat